# Fiyi en los Juegos Paralímpicos de Londres 2012
Fiyi estuvo representado en los Juegos Paralímpicos de Londres 2012 por un deportista masculino.

## Medallistas
El equipo paralímpico fiyiano obtuvo las siguientes medallas:
| Nombre        | Deporte   | Evento                        |
| ------------- | --------- | ----------------------------- |
| Oro           |           |                               |
| Iliesa Delana | Atletismo | Salto de altura F42 masculino |
| Plata         |           |                               |
| —             |           |                               |
| Bronce        |           |                               |
| —             |           |                               |